# Léopard (contre-torpilleur)
Pour les articles homonymes, voir Léopard (homonymie).
Le Léopard est un contre-torpilleur de la classe Jaguar ayant servi dans la marine française avant et pendant la Seconde Guerre mondiale.
Mis en service en 1927, il participa à l'évacuation de Dunkerque puis servit dans les Forces navales françaises libres ou il participa à des escortes de convois alliés en Atlantique Nord et au ralliement de la Réunion. Il s'échoua accidentellement puis se brisa au large de Tobrouk, en Libye en mai 1943.

## Construction et lancement
Le Léopard est un des six contre torpilleurs de la classe Jaguar
Il est construit dans les Ateliers et Chantiers de la Loire à Saint-Nazaire. Il est mis sur cale le 14 août 1923, lancé le 29 septembre 1924 et admis au service actif le 15 novembre 1927,

## Débuts
Il est initialement affecté à la 4e division légère de la 2e Escadre basée à Brest. Le 15 juillet 1935, il est affecté avec son jumeau le Chacal à l'École navale pour former la 8e division légère. Le 12 avril 1937, l'unité est renommée en 2e division de contre-torpilleurs. Le Jaguar les rejoint en septembre.
Le 7 septembre 1939, le Léopard est détaché de la 2e DCT pour être affecté au Commandement des Forces maritimes de l'Ouest, où il remplit jusqu'en mai 1940 des missions de patrouille et d'escorte de convois entre l'Afrique du Nord et Brest, via Gibraltar.

## Combats et évacuation de Dunkerque
Le 21 mai 1940, la deuxième division de contre-torpilleurs (2e D.C.T) composée du Jaguar, du Léopard et du Chacal, mise à disposition de l’amiral Abrial (amiral nord), arrive à Cherbourg dans la nuit. Chaque navire reçoit la mission d’acheminer du matériel et des équipes de démolition, le Jaguar pour Dunkerque, le Chacal pour Calais et le Léopard pour Boulogne. Ces équipes ont pour objectif la démolition des installations portuaires avant l’arrivée des Allemands dont l’offensive est imminente.
Le 23 mai 1940, après avoir déchargé son matériel à Calais, le Chacal reçoit l'ordre de faire route et de rallier le Léopard qui vient aussi d'accomplir sa mission à Boulogne sous les bombardements. Les deux contre-torpilleurs reçoivent l'ordre de tirer sur les colonnes allemandes qui investissent les positions françaises dont le fort d'Alprech, la tour d'Odre et le fort de la Crèche.
Le 24 mai 1940, le Chacal et le Léopard sont attaqués par des bombardiers devant le cap d'Alprech (au sud de Boulogne). Le Chacal est touché et l'équipage évacue le navire. Le Léopard est obligé de s'éloigner. Le chalutier armé dieppois Messidor récupère 167 hommes, l'aviso Arras 26 et 27 hommes évacuent sur des radeaux de fortune, 22 d'entre eux toucheront terre près du cap Gris-Nez, 5 épuisés lâcheront leur radeau. Le Léopard rallie Cherbourg.

## Forces navales françaises libres
Il est saisi par les Anglais le 3 juillet 1940 à Portsmouth. Il est restitué aux FNFL le 31 août de la même année.

## Escortes dans l'Atlantique Nord
Il sert alors pour l'escorte de convois. Le 11 juillet 1942 sous le commandement du capitaine de corvette Jules Évenou, avec deux bâtiments britanniques, le sloop Pelican et la frégate Spey, il coule le sous-marin U-136 au large de Madère.

## Ralliement de La Réunion

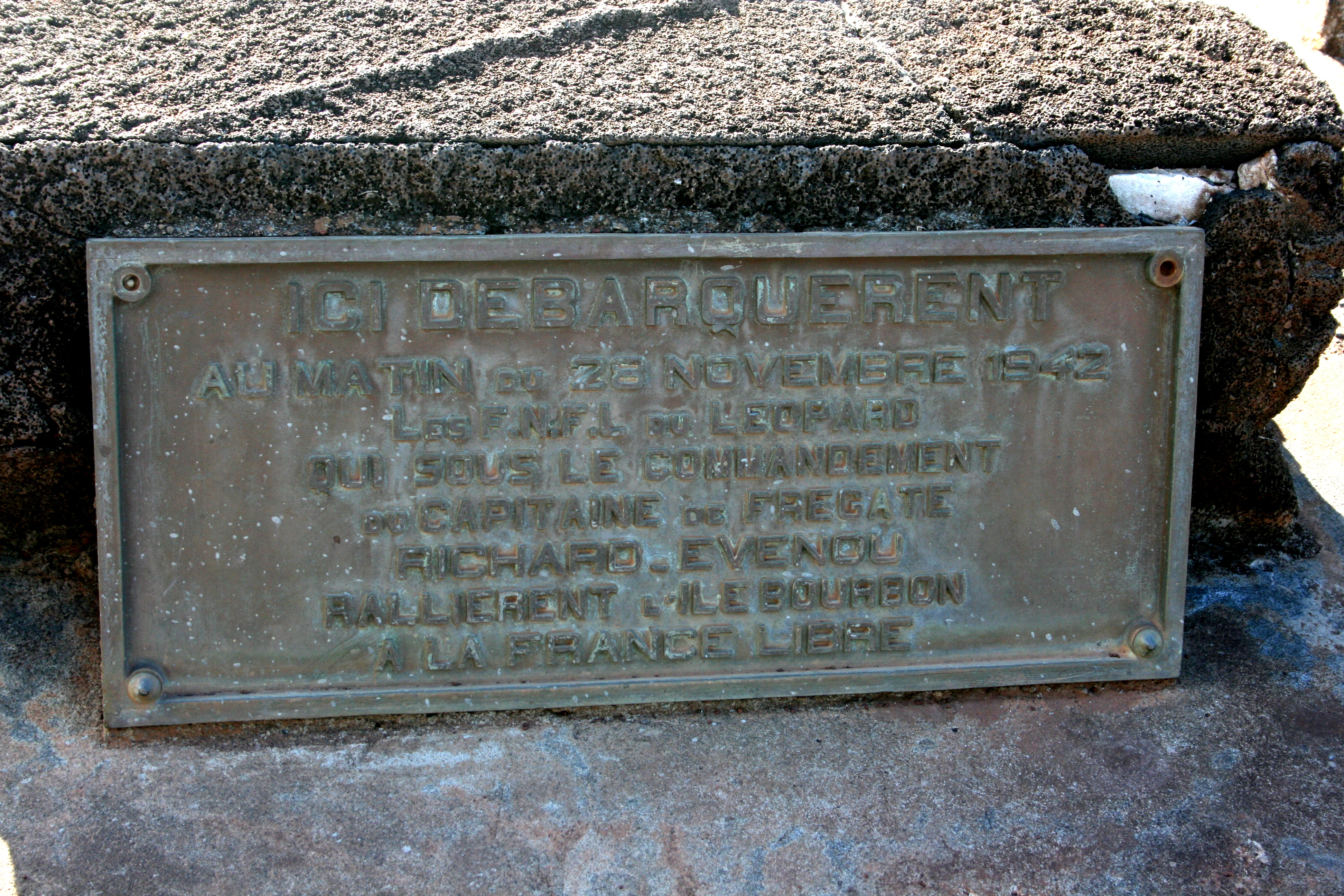
Plaque commémorative rappelant le débarquement au Barachois de Saint-Denis de La Réunion le 28 novembre 1942.

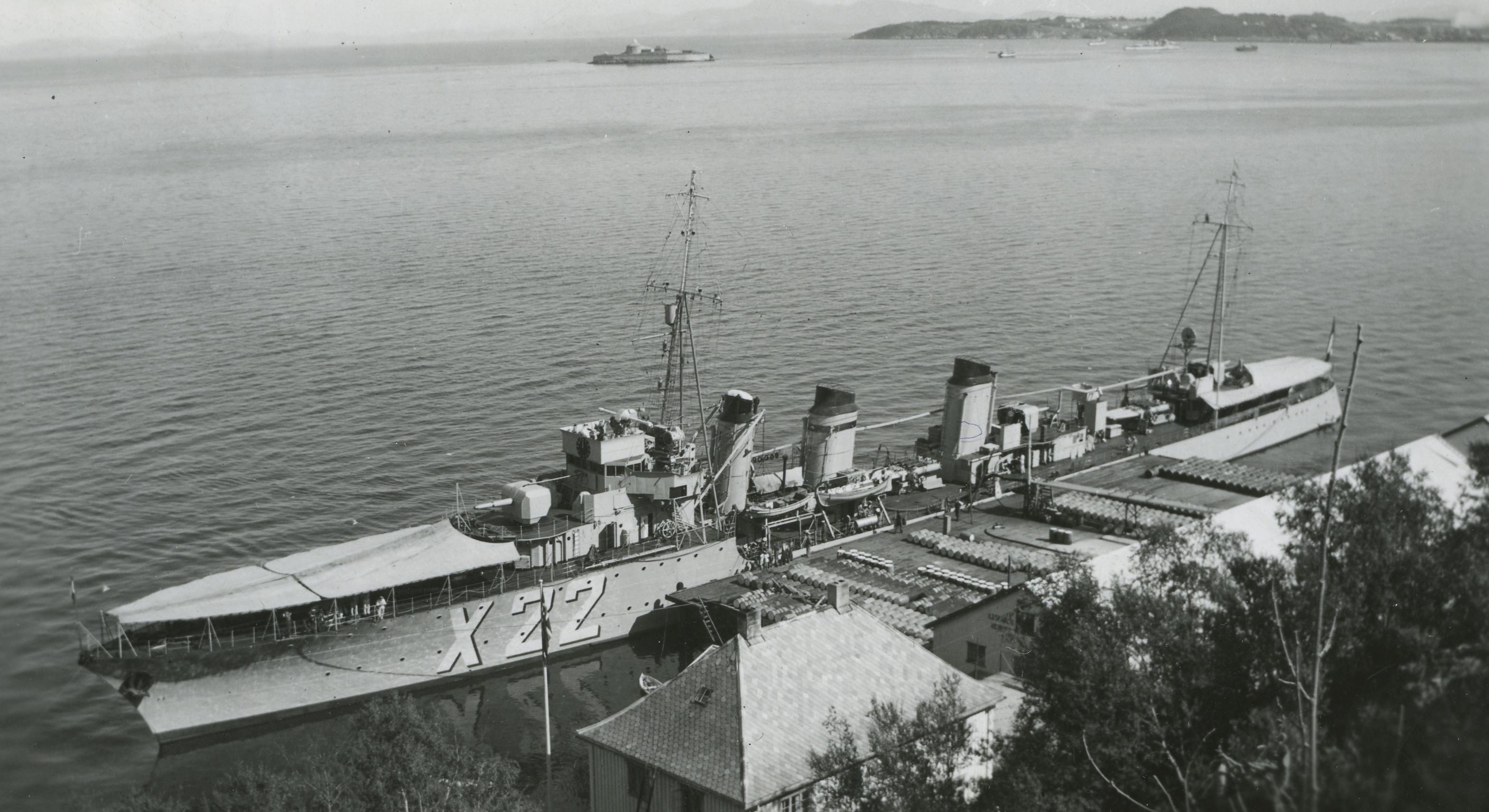
Léopard

En novembre 1942, il participe à la bataille de La Réunion
où les Forces françaises libres sont opposées à celle du régime de Vichy et entrainant le ralliement de l'île de l'océan Indien au Forces françaises libres. La butte Citronnelle au Port est la cible d'un bombardement et est totalement détruite. Il y aura trois victimes.

## Perte
Échoué accidentellement le 27 mai 1943 devant Tobrouk, il se brise sous l'effet de la houle quelques jours plus tard.